# Виксен Годдес
Виксен Годдес (англ. Vixxen Goddess, род. 18 августа 1994 года, Калифорния, США) — американская транссексуальная порноактриса, лауреат премии AVN Awards.

## Биография
Родилась 18 августа 1994 года в Калифорнии. Имеет пуэрто-риканские и русские корни.
Дебютировала в порноиндустрии в 2015 году, в возрасте 21 года. Некоторыми из фильмов, где она снялась у Джои Силвера, Джея Сина и Ники Ноэлл, стали Trans-Visions 8, TS Massage и TS Playground 18.
В 2016 году она получила три номинации на премию AVN (в том числе «транссексуальный исполнитель года»), выиграв в номинации «лучшая транссексуальная сцена» вместе с Адрианой Чечик за TS Playground 21.
В индустрии для взрослых работала недолго — ушла в 2017 году, через два года после дебюта, снявшись в 12 фильмах.

## Премии и номинации
| Год  | Церемония  | Результат | Номинация                                                   | Работа           |
| ---- | ---------- | --------- | ----------------------------------------------------------- | ---------------- |
| 2016 | AVN Awards | Номинация | транссексуальный исполнитель года                           | н/д              |
| 2016 | AVN Awards | Победа    | Лучшая транссексуальная сцена                               | TS Playground 21 |
| 2016 | AVN Awards | Номинация | Приз зрительских симпатий: любимая транссексуальная актриса | н/д              |
| 2016 | TEA Show   | Номинация | Лучшая сцена                                                | Transsensual     |